# Lovere
Lovere – miejscowość i gmina we Włoszech, w regionie Lombardia, w prowincji Bergamo.
Według danych na styczeń 2009 gminę zamieszkiwały 5472 osoby przy gęstości zaludnienia 749,6 os./1 km².
Z Lovere pochodziła Elena Fanchini, włoska narciarka alpejska.

## Zabytki i atrakcje turystyczne
Kościół Santa Maria in Valvendra z 1473, z dziełami takich malarzy jak: Gian Paolo Cavagna, Domenico Carpinoni, Piero Marone i Floriano Ferramola.
W mieście odwiedzić można także galerię sztuki Accademia di Belle Arti Tadini, która mieści się w neoklasycystycznym Palazzo Tadini.